# Josef Jáchym Redelmayer
Josef Jáchym Redelmayer (20. dubna 1727, Praha – 13. února 1788, Praha), byl český malíř, freskař a divadelní dekoratér pozdního rokoka.

## Život
Jako sedmnáctiletý přišel do učení k Fr. Müllerovi. Maloval dekorace pro pražské divadlo v Kotcích. Pro svůj talent a pracovitost si získal přízeň malíře Fr. Ant. Balka, s nímž pracoval společně, jako jeden z jeho nejlepších žáků. Těžil z dekorativního stylu berlínského malíře G. Galliho-Bibieny. Jeho malby v refektáři v Doksanech (před 1760) dokládají názorně, že se Redelmayer tak jako F. X. Palko dovolával Piazzettova a Tiepolova příkladu. Pracoval pro kláštery až do jejich josefinského rušení. Od Redelmayera se zachovalo jen několik prací. Známé jsou: obraz sv. Libora v Praze Na Karlově u milosrdných bratří (1771), fresky v kostele sv. Vojtěcha ve Vejprnicících, na kterých pracoval společně s Josefem Hagerem, stejně jako na dekoraci sálu a kaple na zámku v Bečvárech (1774), a fresky v chrámu P. Marie Pomocné v Praze u Brusky (společně s Fr. Ant. Balkem).